# Atentado de la Universidad Estatal de Ohio de 2016
El atentado de la Universidad Estatal de Ohio de 2016 fue un ataque con vehículo-ariete y apuñalamiento masivo ocurrido el 28 de noviembre de 2016 a las 9:52 a. m. EST en la Universidad Estatal de Ohio en Columbus, Ohio. El atacante, el refugiado somalí Abdul Razak Ali Artan, fue baleado y muerto por el primer oficial de policía en responder al lugar, y 13 personas fueron hospitalizadas por lesiones.
Las autoridades comenzaron a investigar la posibilidad de que el ataque fuera un acto de terrorismo. Al día siguiente, las autoridades afirmaron que Artan fue inspirado por la propaganda terrorista del Estado Islámico (EI). El Estado Islámico emitió un comunicado adjudicándose el ataque, aunque no existe evidencia de contacto directo entre el grupo y Artan.

## Antecedentes
Ha habido altas preocupaciones de las autoridades federales sobre ataques con vehículo-ariete y apuñalamiento siendo alentados por propaganda extremista en línea debido a la relativa facilidad de cometerlos en comparación con bombardeos; ambos métodos «son ahora formas establecidas de agresión inspiradas en» el EI. En las semanas anteriores al atentado, el EI había instado a sus seguidores a copiar un ataque con vehículo-ariete en Niza, Francia, que mató a 86 personas.
Ese año en febrero, un hombre atacó a los clientes de un restaurante israelí en Columbus, hiriendo a cuatro antes de ser baleado y muerto por agentes de policía. Cerca de siete meses más tarde, un apuñalamiento masivo se produjo en el centro comercial Crossroads Center en St. Cloud, Minnesota. Durante el ataque, un refugiado somalí había apuñalado y herido a casi una docena de personas antes de también ser abatido por la policía. Ambos incidentes están siendo investigados como posibles actos de terrorismo. También hubo un número de planes terroristas inspirados en el EI o intenciones de viajar a Oriente Medio para luchar por el EI recientemente frustrados, en los que los autores todos eran originarios de Ohio.
En la semana antes del ataque, el perpetrador, Abdul Razak Ali Artan, viajó a Washington D. C. y compró un cuchillo en un Home Depot ahí. El día antes del ataque, Artan compró un segundo cuchillo en un Walmart en Columbus. Los investigadores no han determinado si uno de los cuchillos fue utilizado en el ataque, pero encontraron particularmente sospechoso que Artan viajara a la capital de Estados Unidos, aproximadamente a 650 km de Columbus en coche, para comprar un cuchillo.

## Ataque

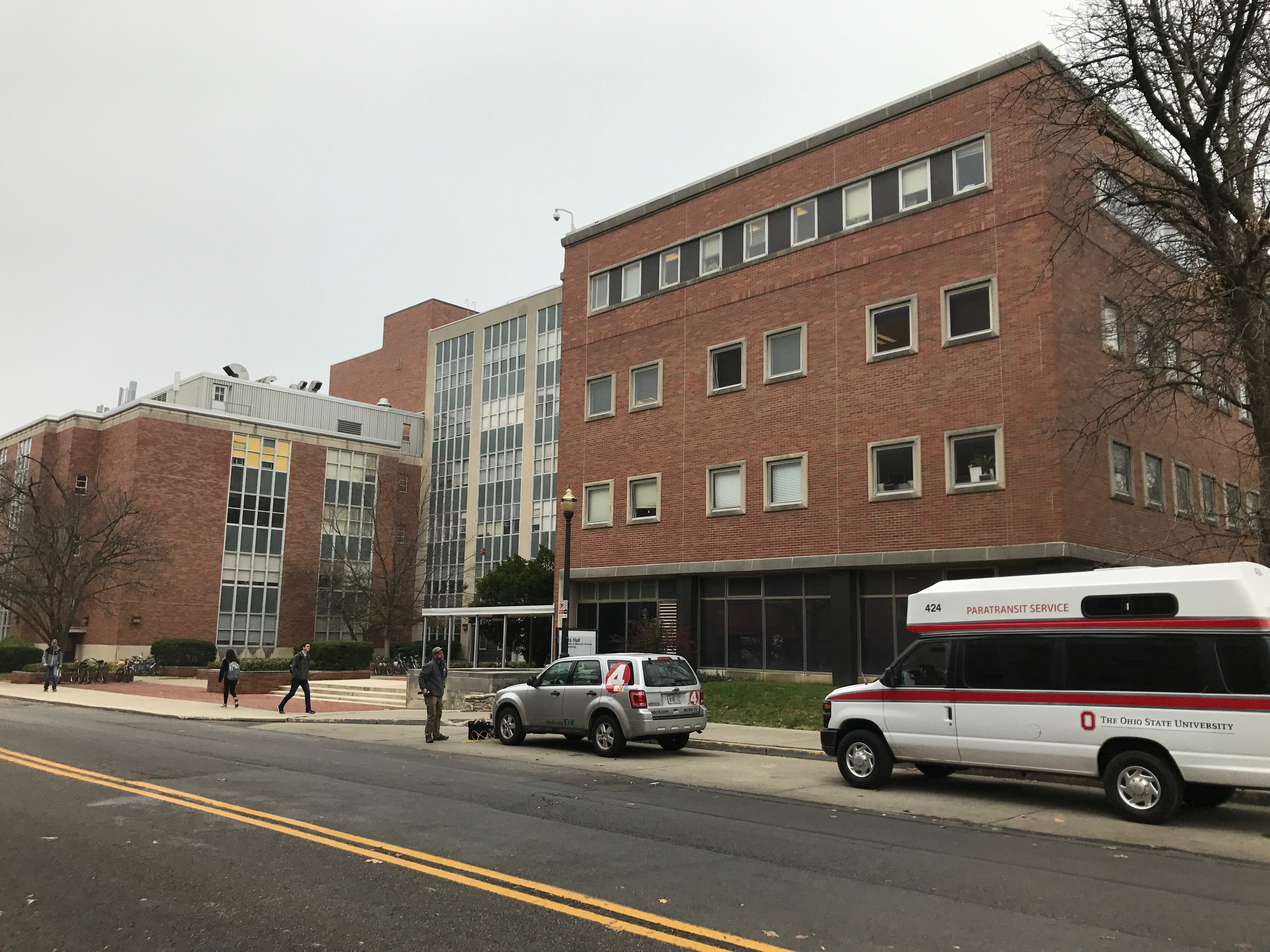
El patio fuera de Watts Hall, donde ocurrió el ataque.

Según el presidente del Departamento de Ciencia de Materiales e Ingeniería de la UEO con sede en Watts Hall, los estudiantes le dijeron que alguien avisó de una fuga de flúor en el edificio, que cuenta con instalaciones de laboratorio. Como se requiere en situaciones de emergencia, los estudiantes se congregaron en el patio exterior del edificio. A las 9:52 a. m., el atacante condujo un Honda Civic en el patio, atropellando deliberadamente a varios peatones, incluyendo al profesor emérito William Clark, antes de estrellarse en una pared de ladrillos.
Mientras personas corrían a ayudar a los heridos, el agresor salió del coche, armado con un cuchillo de carnicero, «dejó escapar un grito de guerra» según un testigo y comenzó a atacar a los estudiantes. Un estudiante describió a un hombre con un cuchillo, «persiguiendo personas alrededor tratando de atacarlos». Otro testigo relató que el atacante no dijo nada mientras él apuñaló a las personas. En un punto, Anderson Payne, un veterano del Ejército de los Estados Unidos que fue a ayudar a la gente atropellada por el Honda Civic, agarró el cuchillo del atacante y se agachó bajo su brazo para escapar, pero fue incapaz de desarmarlo y sufrió un corte en su mano en el proceso. Una estudiante herida durante el ataque describió ver personas gritando y huyendo antes de que se encontró con el agresor, que dijo «Te voy a matar» y luego hizo un corte en su brazo izquierdo. El atacante fue baleado y muerto por la policía dos minutos después de que empezara el ataque.
Informes iniciales habían indicado que había un incidente de tirador activo. A las 9:54 a. m. EST, UEO envió una notificación de emergencia pidiendo a los estudiantes a refugiarse en el lugar. A las 10:19 a. m. EST, la policía informó que el atacante había sido muerto por un oficial después de no cumplir con las órdenes del oficial de bajar su arma. Un consejero académico que presenció el ataque describió ver al atacante cargar contra la policía, quienes les dispararon varias veces.
La escena fue declarada segura y la orden de refugiarse en el lugar fue levantada en el campus de la UEO aproximadamente a las 11:30 a. m. EST. Sin embargo, posteriores mensajes de Twitter indicaron que la orden puede haberse levantado antes de tiempo y que por lo menos uno de los edificios todavía estaba en encierro a las 12:23 p. m. EST. Se encontró que la fuga de flúor en Watts Hall estaba relacionada con el ataque por las autoridades.

## Víctimas
Un total de trece personas resultaron heridas en el ataque. Once de ellas resultaron heridas directamente por el atacante; la mayoría de ellas fueron impactadas por su vehículo, al menos dos sufrieron heridas de arma blanca, y una de las víctimas tenía una fractura de cráneo. Una duodécima persona fue baleada en el pie por una ronda perdida disparada por el policía que mató al asaltante, mientras que una decimotercera persona fue tratada por lesiones no especificadas. Las víctimas incluyeron nueve estudiantes, un docente y un trabajador de la universidad, mientras que los dos restantes tenían antecedentes aún desconocidos. Todas sus identidades fueron dadas a conocer el 30 de noviembre.
| Nombre                 | Edad | Origen                  | Información                                                           |
| ---------------------- | ---- | ----------------------- | --------------------------------------------------------------------- |
| William Clark          | 68   | Desconocido             | Profesor emérito de ingeniería, atropellado por el vehículo de Artan  |
| Marc Coons             | 29   | Columbus, Ohio          | Estudiante, sufrió una lesión moderada                                |
| Anthony DiCocco        | 21   | Dublin, Ohio            | Estudiante, sufrió una lesión moderada                                |
| Theron Ellinger        | 48   | Desconocido             | Oficial de tráfico de la universidad, sufrió lesiones desconocidas    |
| Kaylee Hoffner         | 22   | Batavia, Illinois       | Estudiante, atropellada por el vehículo de Artan                      |
| Anderson Payne         | 28   | Galloway, Ohio          | Estudiante, apuñalado en el pulgar izquierdo                          |
| Linda Rager            | 20   | Katy, Texas             | Estudiante, sufrió una lesión menor                                   |
| Katherine Schultz      | 19   | South Park, Pensilvania | Estudiante, sufrió una lesión moderada por un disparo de bala perdida |
| Pavel Sergeev          | 23   | Rusia                   | Estudiante, sufrió una lesión moderada                                |
| Kerri Strausbaugh      | 27   | Columbus, Ohio          | Estudiante, corte en el brazo izquierdo                               |
| Elizabeth Sturges      | 20   | Amherst, Ohio           | Estudiante, atropellada por el vehículo de Artan                      |
| Kristopher L. Waninger | 21   | Dublin, Ohio            | Estudiante, sufrió una lesión menor                                   |
| Max Wieneke            | 21   | Berea, Ohio             | Sufrió una lesión menor                                               |

## Respuesta de emergencia

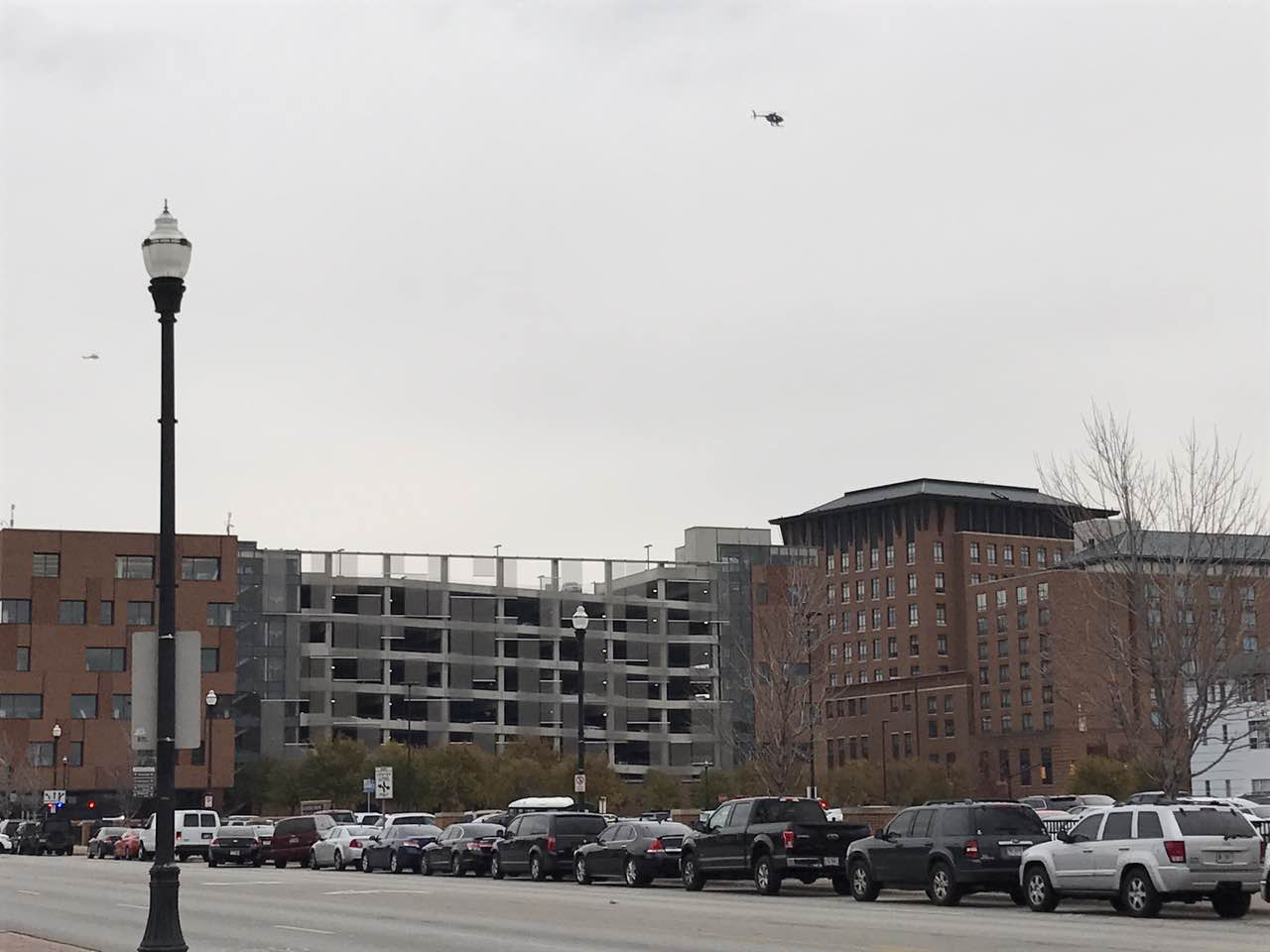
Helicópteros que circundando sobre el garaje Lane Ave.

Once de los heridos fueron tratados en hospitales del área. Ocho de ellos fueron enviados al Ohio State University Wexner Medical Center, Grant Medical Center y Riverside Methodist Hospital. Ninguna de las lesiones fueron consideradas que apeligraran la vida. Cuatro permanecieron hospitalizados al día siguiente.
El primer oficial en responder a la escena del ataque fue Alan Horujko, un oficial de campus que pasó cerca debido a una fuga de gas reportada. Horujko disparó y mató al agresor dentro de un minuto después de iniciado el ataque. Equipos tácticos, negociadores, una unidad K-9 y un escuadrón de bombas fueron enviados a la escena y llegaron a las 10:06 a. m. La oficina del FBI en Cincinnati anunció que sus agentes estaban ayudando a la policía del campus en la investigación. Agentes de la unidad local de la Agencia de Alcohol, Tabaco, Armas de Fuego y Explosivos (ATF) también fueron enviados a la escena del ataque.
Las escuelas del alto Arlington y Grandview fueron cerradas por un corto tiempo mientras que la policía investigó el incidente. El Departamento de Transporte de Ohio cerró temporalmente la rampa de acceso hacia y desde la ruta 315 en el carril de Lane Avenue y Medical Center Drive.

## Perpetrador
Abdul Razak Ali Artan era un refugiado  somalí y residente permanente legal de los Estados Unidos, con especialización en gerencia de logística en el Max M. Fisher College of Business en el momento del ataque. Aunque la UEO dijo que Artan tenía 18 años, los investigadores dijeron que los registros oficiales estaban en conflicto sobre su edad real y creían que podría ser mayor.
Artan fue el tercero mayor de siete hijos. Había alegado que nació en un campamento de refugiados después de que su familia huyó de Somalia. Sin embargo, un alto funcionario del gobierno estadounidense dijo que Artan dejó Somalia con el resto de su familia en 2007, y que pasó siete años en un campamento de refugiados en Pakistán, estableciéndose en Islamabad en un camino conocido como «calle de Somalia». Se trasladó a los Estados Unidos con una visa de refugiado con su madre y seis hermanos en 2014.
La oficina del forense del Condado de Franklin, realizando un informe preliminar de la autopsia del cuerpo de Artan, determinó que murió de heridas de bala en la cabeza y el pecho.

### Vida en los Estados Unidos
Artan y su familia primero se establecieron en un refugio temporal en Dallas, Texas, durante aproximadamente 24 días antes de trasladarse a Columbus. Vivieron juntos en cuatro unidades de un apartamento del complejo Havenwood Townhomes en el lado oeste de Columbus. Fue descrito por vecinos como un hombre siempre amable que siempre «asistía a servicios diarios de rezo en una mezquita» en Columbus. Amigos en Ohio y Pakistán lo describieron como un «estudioso, devoto joven que 'amaba a América'» y «no tenía ninguna tendencia extremista». Él y su familia no parecieron ser figuras familiares en las mezquitas locales y en grupos de la comunidad somalí, según líderes de allí. De acuerdo con un informe de la policía, antes de instalarse en Havenwood Townhomes, Artan y su familia se pusieron en contacto con la policía en 2014 después de que el corazón de un animal fue dejado en la capilla del coche de un familiar.
Artan anteriormente asistió a la universidad comunitaria Columbus State desde el otoño de 2014 hasta el verano de 2016 y se graduó cum laude con un grado de asociado de Artes, después de lo cual se transfirió a la UEO. No tenía ningún expediente disciplinario en Columbus State, y fue descrito como «muy normal» y hablando sobre el islam con frecuencia por sus compañeros de clase allí. En el momento del ataque, se inscribió en catorce horas y media para el semestre. Artan había trabajado en un Home Depot en Columbus durante menos de un año.
En agosto, en su primer día en la UEO, Artan fue entrevistado por The Lantern, el periódico escolar. En la entrevista, dijo que estaba teniendo problemas para encontrar un lugar para orar con respecto a su antigua universidad en el estado de Columbus, que proporciona salas de oración privada. Sin embargo, no era al parecer consciente de un espacio de oración en la unión de estudiantes de la UEO. Artan agregó que estaba asustado acerca de las opiniones de otras personas de él debido a lo que percibía como una imagen negativa de los musulmanes en los medios de comunicación y criticó a Donald Trump por no estar «educado en el Islam».

## Investigación
La Fuerza de Tarea Conjunta contra el Terrorismo del FBI y la ATF se involucraron en la investigación. La investigación está en curso; la policía no ha descartado el terrorismo como un motivo al 28 de noviembre.
Por política de la Universidad, Alan Horujko, el oficial de campus que disparó y mató a Artan, fue puesto en licencia administrativa. La policía de Columbus comenzó a investigar el tiroteo que involucró al oficial.
Aunque dos personas fueron puestas bajo custodia inmediatamente después del ataque, la policía en última instancia consideró que Artan había actuado solo. Su apartamento fue allanado por el FBI y un escuadrón de bombas de la oficina del Sheriff del Condado de Franklin.
El 30 de noviembre, el FBI hizo un llamamiento al público para asistir en el llenado en una brecha de tiempo desaparecida entre la compra de Artan de un cuchillo en la mañana del ataque y el ataque en sí.

### Clasificación de terrorismo
El FBI comenzó una búsqueda en la historia digital de Artan para ver si tuvo contacto con sospechosos de terrorismo o tenía acceso a propaganda terrorista. Artan no había sido conocido por el FBI como una amenaza potencial antes del ataque.
En las horas después del ataque, el FBI se centró en un mensaje de Facebook que, según la CNN, fue escrito por Artan minutos antes del ataque. Según CBS News, la publicación de Facebook sugiere que estaba «perturbado por cómo los musulmanes estaban siendo tratados por todas partes» y parecía estar preocupado con la violencia y la persecución de los musulmanes en Birmania. En esa misma publicación, Artan también «criticó a Estados Unidos por interferir en otros países». Un alto funcionario del FBI dijo que los investigadores estaban trabajando para verificar la autenticidad de los mensajes.
El día después del ataque, dos fuentes de la aplicación de la ley confirmaron que Artan fue inspirado por la propaganda terrorista del EI, citando la publicación de Facebook de Artan y el método utilizado para llevar a cabo el ataque. Las fuentes agregaron que hasta ese entonces no se había encontrado que Artan realmente tuvo alguna comunicación con grupos terroristas, y que el ataque parece ser un acto de terrorismo de lobo solitario. Estas fuentes fueron confirmadas por un funcionario del FBI el 30 de noviembre. Otros agentes policiales dijeron que Artan había sido motivado por exposición a una «mezcla de mensajes radicales» del EI y de Al Qaeda, al igual que los autores del ataque de San Bernardino en diciembre de 2015 y los atentados en Nueva York y Nueva Jersey de septiembre de 2016. El 30 de noviembre, un alto funcionario de la división de Cincinnati del FBI afirmó que era «demasiado pronto para especular sobre el grado» de implicación de Artan con el EI.
A pesar del reclamo de responsabilidad del EI por el ataque, se informó que ninguna evidencia ha emergido para sugerir previo conocimiento de la organización terrorista del evento.

## Reacciones

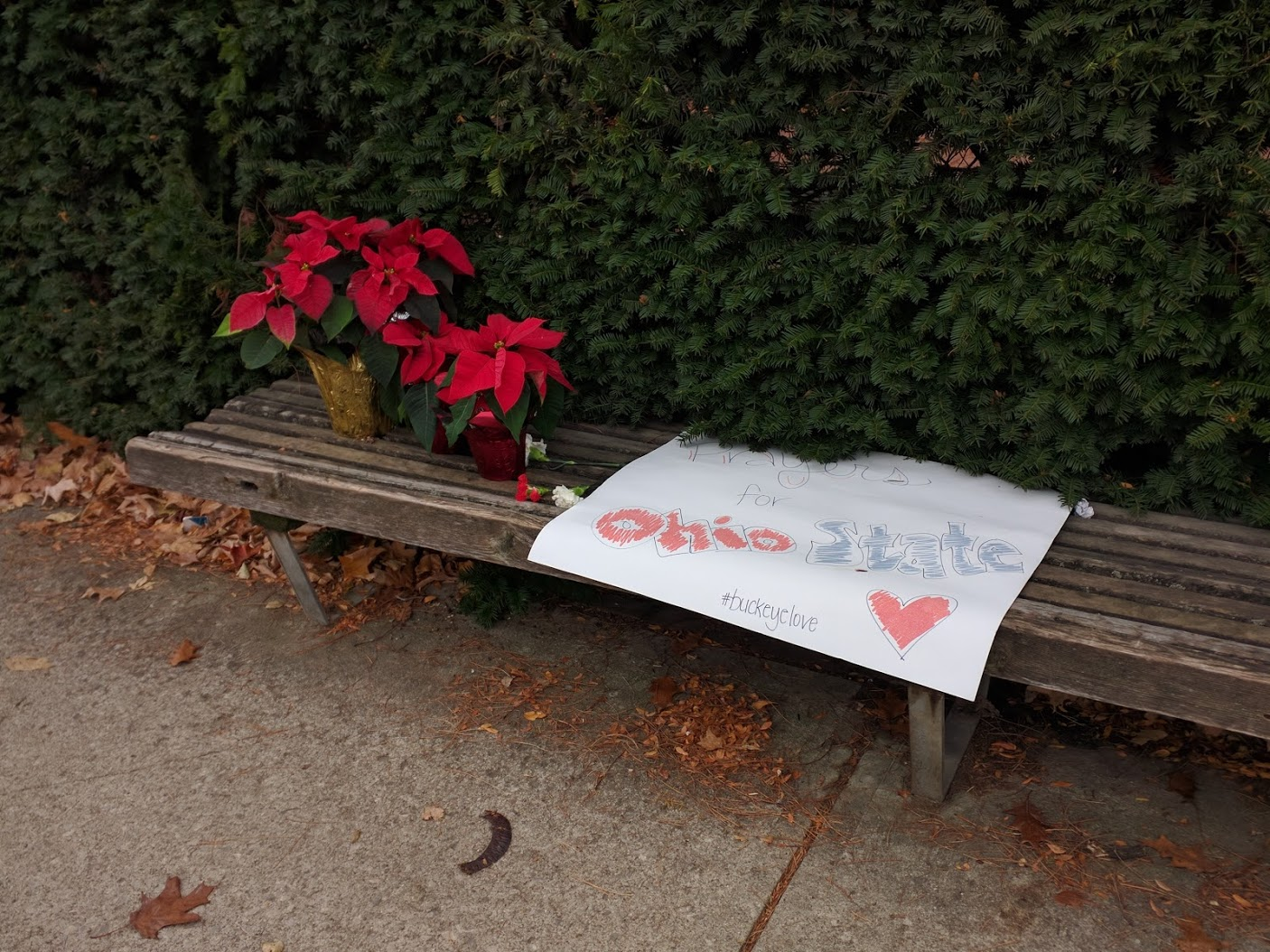
Nochebuenas y un signo dejados fuera de Watts Hall en dedicación a las víctimas del ataque.

### Reacción de la Universidad
Poco después del ataque, la UEO escribió que todas las clases serían canceladas para el resto de 28 de noviembre. En una conferencia de prensa celebrada después de algún tiempo, el presidente de la UEO Michael V. Drake dijo que se reunió con Alan Horujko y le agradeció «su formación y ser capaz de neutralizar la circunstancia dentro de aproximadamente un minuto». Atribuyó también la capacitación en tiradores activos y el sistema de alerta del campus en mantener el orden mientras que la policía aseguró la escena. Cuando se le preguntó si el ataque tenía algo que ver con terrorismo o la comunidad somalí de Ohio, Drake advirtió sobre «saltar a conclusiones», citando una carencia de evidencia en el momento.
Aproximadamente a las 10:00 p. m. el 28 de noviembre, los estudiantes y empleados de la UEO se reunieron frente a una iglesia situada cerca de la escena del ataque para orar por los heridos. El 30 de noviembre, dos días después del ataque, más de 500 estudiantes, empleados y miembros de la comunidad asistieron al evento «#BuckeyeStrong» en St. John Arena. Drake habló en el evento, alabando los actos heroicos de la comunidad escolar inmediatamente después del ataque, así como el trabajo de los socorristas.
El 1 de diciembre, Stephanie Clemons Thompson, directora asistente de vida estudiantil de la UEO, hizo una publicación en Facebook pidiendo compasión por Artan y mencionando el movimiento Black Lives Matter. La publicación recibió condena del público. Una petición en Change.org pidiendo la terminación de Thompson de la UEO recibió más de 1200 firmas. Un portavoz de la UEO dijo que la publicación «claramente no es una declaración oficial de la Universidad y representa su propio punto de vista personal».

### Políticos
El gobernador John Kasich escribió en Twitter sus condolencias a la comunidad escolar e instó a la gente a «escuchar a los primeros socorristas». Más tarde elogió la «respuesta profesional y coordinada» de los primeros socorristas en otro comunicado oficial. El alcalde Andrew Ginther dijo que se reunió con varios de los heridos y también había declarado solidaridad de la ciudad con la UEO y elogió las acciones de Alan Horujko y otros oficiales de la ley. El presidente Barack Obama fue informado sobre el ataque.
El vicepresidente electo Mike Pence llamó «trágico» al ataque y expresó sus condolencias. En una publicación de Facebook, el presidente electo Donald Trump agradeció a los socorristas presentes en la escena del ataque por «reaccionar inmediatamente y eliminar rápidamente» al agresor. Más tarde tuiteó que Artan «no debería haber estado en nuestro país».

### Reacción musulmana y somaliestadounidense
El ataque fue condenado por varios líderes de organizaciones musulmanas y mezquitas en el área de Columbus. Omar Hassan, presidente de la asociación de la comunidad somalí de Ohio, expresó su preocupación de que el ataque reforzaría el sentimiento contra los musulmanes y contra los inmigrantes en la zona. Dijo, «el tiempo no es bueno. Somos negros. Somos musulmanes. Somos somalíes. Somos todos los estigmas negativos». También expresó su sorpresa ante el ataque, afirmando que la comunidad pone una gran cantidad de esfuerzo en la prevención de la radicalización. El líder de la mezquita que Artan frecuentaba también dijo que mientras él no estaba familiarizado con él, la mezquita tenía numerosos programas dedicados a ayudar a los jóvenes y la prevención de la radicalización.

### Efectos posteriores
Universidades en los Estados Unidos comenzaron a revisar sus planes de respuesta a emergencias como resultado del ataque.
El ataque provocó llamadas para permitir armas de fuego en los campus en Ohio. El representante del estado Ron Maag hizo una propuesta para la expansión de «lugares de portación oculta». La propuesta degradaba el cargo de delito grave de traer ilegalmente un arma de fuego en el campus a un delito menor y le daba a las universidades la opción de permitir armas de fuego ocultas en sus campus. La propuesta fue recibida con una respuesta mixta, con proponentes diciendo que los estudiantes se sentirían más seguros con acceso a armas de fuego ocultas y opositores argumentando que la expansión de lugares de portación oculta es innecesaria y podría incluso complicar la respuesta de la aplicación de la ley.
Tras el ataque a la UEO y un tiroteo masivo en un club nocturno en Orlando, Florida, en el que al menos una víctima se desangró hasta la muerte, se lanzó una nueva iniciativa federal. Fue diseñada para entrenar personas que trabajan en las escuelas y otros lugares públicos sobre cómo tratar las lesiones antes de que paramédicos lleguen a la escena. Los médicos destacaron la importancia de que los profesores de las escuelas mantengan la calma y evaléen lesiones, pero también desalentaron el uso de procedimientos de emergencia más invasivos como la eliminación de una bala.

### Declaración de responsabilidad del EI
La agencia de noticias Amaq, portavoz del EI, emitió una declaración adjudicándose el ataque y llamando a Artan un «soldado» que «llevó a cabo la operación en respuesta a las llamadas a tomar como objetivo a los ciudadanos de los países de la coalición internacional».